# منتزعة الكبريت اللامتوقعة
منتزعة الكبريت اللامتوقعة (الاسم العلمي: Desulfovibrio inopinatus) هي نوع من البكتيريا، سلبية الغرام، تتبع جنس منتزعة الكبريت.